# Eric Smith (calciatore 1997)
Eric Anders Smith (Halmstad, 8 gennaio 1997) è un calciatore svedese, centrocampista del St. Pauli.

## Biografia
Suo padre Anders era anch'egli un calciatore.

## Caratteristiche tecniche
È un mediano.

## Carriera

### Club
Cresciuto nelle giovanili dell'Halmstad, ha esordito in prima squadra il 9 marzo 2014 in occasione dell'incontro di Coppa di Svezia perso 2-1 contro il Sirius.
Nel 2016 si è trasferito all'IFK Norrköping, club con cui ha disputato le successive due stagioni e mezzo. Ha iniziato ad essere schierato titolare con regolarità nella seconda metà dell'Allsvenskan 2017.
Il 20 giugno 2018 è stato annunciato il suo acquisto dai belgi del Gent, con il trasferimento che sarebbe stato ratificato nel mese di luglio, alla riapertura del calciomercato locale. In squadra ha trascorso la stagione 2018-2019 raccogliendo però solo due presenze in campionato.
Al fine di trovare maggiore spazio, il 29 agosto 2019 è stato girato in prestito in Norvegia al Tromsø fino al termine della stagione.
Nel maggio del 2020, quando il campionato svedese doveva ancora iniziare poiché posticipato a causa della pandemia di COVID-19, Smith è tornato all'IFK Norrköping dopo i due anni e mezzo trascorsi in precedenza, questa volta con la formula del prestito fino alla fine dell'anno.
Il 7 gennaio 2021, scaduto il prestito all'IFK Norrköping, è passato dal Gent al St. Pauli sempre a titolo temporaneo. Il 28 aprile seguente viene riscattato dal club tedesco.

### Nazionale
Dopo avere militato nelle nazionali giovanili svedesi, il 22 maggio 2024 viene convocato per la prima volta in nazionale maggiore.

## Statistiche

### Presenze e reti nei club
Statistiche aggiornate al 21 dicembre 2024.
| Stagione              | Club                  | Campionato            | Campionato | Campionato | Coppe nazionali | Coppe nazionali | Coppe nazionali | Coppe continentali | Coppe continentali | Coppe continentali | Supercoppe | Supercoppe | Supercoppe | Totale | Totale |
| Stagione              | Club                  | Comp                  | Pres       | Reti       | Comp            | Pres            | Reti            | Comp               | Pres               | Reti               | Comp       | Pres       | Reti       | Pres   | Reti   |
| --------------------- | --------------------- | --------------------- | ---------- | ---------- | --------------- | --------------- | --------------- | ------------------ | ------------------ | ------------------ | ---------- | ---------- | ---------- | ------ | ------ |
| 2014                  | Halmstad              | A                     | 9          | 1          | CS              | 1               | 0               | -                  | -                  | -                  | -          | -          | -          | 10     | 1      |
| 2015                  | Halmstad              | A                     | 27         | 0          | CS              | 5               | 0               | -                  | -                  | -                  | -          | -          | -          | 32     | 0      |
| Totale Halmstad       | Totale Halmstad       | Totale Halmstad       | 36         | 1          |                 | 6               | 0               |                    | -                  | -                  |            | -          | -          | 42     | 1      |
| 2016                  | IFK Norrköping        | A                     | 10         | 0          | CS              | 1               | 0               | UCL                | 2                  | 0                  | -          | -          | -          | 13     | 0      |
| 2017                  | IFK Norrköping        | A                     | 24         | 0          | CS              | 6               | 0               | UEL                | 4                  | 0                  | -          | -          | -          | 34     | 0      |
| gen.-lug. 2018        | IFK Norrköping        | A                     | 9          | 0          | CS              | 4               | 0               | -                  | -                  | -                  | -          | -          | -          | 13     | 0      |
| 2018-2019             | Gent                  | D1                    | 2          | 0          | CB              | 1               | 0               | UEL                | -                  | -                  | -          | -          | -          | 3      | 0      |
| ago.-dic. 2019        | Tromsø                | ES                    | 11         | 0          | CN              | 1               | 0               |                    | -                  | -                  |            | -          | -          | 12     | 2      |
| 2020                  | IFK Norrköping        | A                     | 27         | 0          |                 | -               | -               |                    | -                  | -                  |            |            |            | 27     | 0      |
| Totale IFK Norrköping | Totale IFK Norrköping | Totale IFK Norrköping | 70         | 0          |                 | 11              | 0               |                    | 6                  | 0                  |            | -          | -          | 87     | 0      |
| 2020-2021             | St. Pauli             | 2BL                   | 5          | 0          |                 | -               | -               |                    | -                  | -                  |            | -          | -          | 5      | 0      |
| 2021-2022             | St. Pauli             | 2BL                   | 17         | 0          | CG              | 2               | 0               |                    | -                  | -                  |            | -          | -          | 19     | 0      |
| 2022-2023             | St. Pauli             | 2BL                   | 26         | 2          | CG              | 2               | 1               |                    | -                  | -                  |            | -          | -          | 28     | 3      |
| 2023-2024             | St. Pauli             | 2BL                   | 26         | 1          | CG              | 4               | 1               |                    | -                  | -                  |            | -          | -          | 30     | 2      |
| 2024-2025             | St. Pauli             | BL                    | 14         | 1          | CG              | 2               | 1               |                    | -                  | -                  |            | -          | -          | 16     | 2      |
| Totale St. Pauli      | Totale St. Pauli      | Totale St. Pauli      | 88         | 4          |                 | 10              | 3               |                    | -                  | -                  |            | -          | -          | 98     | 7      |
| Totale                | Totale                | Totale                | 207        | 1          |                 | 29              | 3               |                    | 6                  | 0                  |            | -          | -          | 242    | 10     |

## Palmarès

### Club

#### Competizioni nazionali
- Campionato tedesco di seconda divisione: 1

St. Pauli: 2023-2024